# Guide Mayer
Der Guide Mayer (The Art Auctions Dictionary – Le Dictionnaire des Enchères – Lexikon der Auktionen) ist ein Lexikon, das von 1962 bis 2005 erschienen ist. Es erfasste Tausende von Verkaufsresultaten von (Kunstauktionen) in internationalen Auktionshäusern und beinhaltete auch Listen, die nach Künstlern und nach Techniken sortiert waren.
Der Guide Mayer wurde seit 1962 jährlich herausgegeben, der letzte (41.) Band mit einem Umfang von 2.549 Seiten im Jahre 2005. Seitdem wurde er durch eine Website ersetzt, die den Verkauf von Kunstwerken dokumentiert: Artvalue.com ist 2007 auf dem Markt erschienen und sammelt alle Verkaufsresultate von Kunst-,  Luxus- und Sammlerobjekten.

## Im Guide Mayer erschienene Techniken
- Kunstdrucke
- Aquarelle
- Skulpturen
- Zeichnungen
- Gemälde
- Fotografien